# Jeanne Brabants
Pour les articles homonymes, voir Brabants.
La baronne Jeanne Brabants, née le 25 janvier 1920 à Anvers et morte le 2 janvier 2014 dans la même ville à l'âge de 93 ans, est une danseuse, chorégraphe et pédagogue belge.

## Biographie
Formée auprès de Lea Daan et plus tard de Kurt Jooss, Sigurd Leeder, ainsi qu'à la Royal Ballet School de Londres, elle commence à chorégraphier pour sa propre compagnie, Dance Ensemble Brabants, qu'elle fonde en 1941. Dix ans plus tard, elle enseigne au Ballet de l'Opéra des Flandres, dont elle devient la directrice en 1961.
En 1969, elle fonde le Ballet royal de Flandre à Anvers, qu'elle dirigera jusqu'en 1984.
Considérée comme une pionnière de la danse en Belgique, elle a créé de nombreux ballets, développé un enseignement de haut niveau et porté une réflexion théorique en profondeur sur la danse classique, moderne et contemporaine. Elle a créé en 1973 à Lierre l'Université pédagogique de la danse, qui deviendra l'Institut supérieur de la danse.
Le roi Albert II lui a accordé le titre de baronne en 2000.